# 浅野麻理亜
浅野 麻理亜（あさの まりあ）は日本の女性声優。主にアダルトゲームに声をあてている。

## 出演
太字はヒロインまたは主役

### アダルトゲーム

#### 1999年
- おねがい!メイド☆ロイド（麻里）
- Fu・shi・da・ra（青山 涼子）

#### 2000年
- Elise 〜エリーゼ〜（磯倉 歩）

#### 2002年
- とらいあんぐるハート1・2・3 DVD EDITION（菟 弓華、我那覇 舞）
- モルダヴァイト（ドロテア＝アルストロメロス）

#### 2003年
- 夏少女（結城 京）
- VAGRANTS（イレーネ）
- 胸キュン!はぁとふるCafe FULL ANIMATION DVD Players Game（天海 マリ）

#### 2004年
- 永劫回帰（葛城 雛乃）[1]
- 大好きな先生にHなおねだりしちゃうおませなボクの/私のぷにぷに（桜沢 はるか）
- 夜勤病棟・弐（小之原 香蓮）[2]

#### 2005年
- パルフェ 〜ショコラ second brew〜（夏海 里伽子）
- 夜勤雀棟・弐（小之原 香蓮）

#### 2006年
- 紅蓮に染まる銀のロザリオ（有坂・ウェーバー・ノリユキ）
- フォセット 〜Cafe au Le Ciel Bleu〜（夏海 里伽子）
- マブラヴ オルタネイティヴ（モブ）

#### 2008年
- ふるふる☆フルムーン （天宮 巴）

### 一般ゲーム
- 夏少女 -Promised Summer-（2004年、結城 京）[3]
- パルフェ 〜ショコラ second brew〜 Standard Edition（2007年、夏海 里伽子）

### OVA
- シオン（美鈴 雪子）
- 夜勤病棟・弐（小之原 香蓮）

### ドラマCD
- 夜勤病棟・弐〜眩惑の堕天使〜 第一章 風間愛（2004年、小之原 香蓮）
- 夜勤病棟・弐～堕落の診断室～（2004年、小之原 香蓮）